# Rüdiger Hehlmann
Rüdiger Hehlmann (* 10. Mai 1941 in Halle) ist ein deutscher Leukämieforscher. Er war Direktor der III. Medizinischen Klinik am Universitätsklinikum Mannheim.

## Leben
Rüdiger Hehlmann studierte Medizin in Marburg, Freiburg im Breisgau, Edinburgh und München. Seine Forschungstätigkeit begann er am Max-Planck-Institut für Biochemie in München. 1970 ging er in die USA, wo er zunächst in New York an der University of Rochester, später an der Columbia University arbeitete. 1974 kehrte er wieder nach München zurück, wo er seine Facharztausbildung als Internist abschloss. Nach seiner Ernennung zum Professor 1981 wurde er 1988 Ordinarius der Medizinischen Fakultät Mannheim der Universität Heidelberg und Direktor der III. Medizinischen Klinik am Universitätsklinikum Mannheim, wo er bis zu seiner Pensionierung 2007 arbeitete.
Seine Forschungstätigkeit und sein vielseitiges Engagement machten ihn zu einem der führenden Leukämieforscher Europas. So ist er seit 1982 Vorsitzender der Deutschen CML-Study Group und gründete 1999 das Netzwerk Akute und chronische Leukämie, das alle größeren Studiengruppen in Deutschland, die sich mit Leukämie-Erkrankungen befassen, koordiniert. Daraus entwickelte sich unter seiner Leitung 2004 das europäische European LeukemiaNet. In diesem Netzwerk arbeiten 147 Zentren aus 28 Ländern zusammen.  Außerdem ist Hehlmann Sprecher und Koordinator des Kompetenznetz Leukämien.

## Auszeichnungen und Verdienste
- 1984: Curt Bohnewand-Prize
- 1990: GSF-Preis für interdisziplinäre Kooperation
- 2000: Paul Martini-Preis
- 2005: Ehrenmitglied der polnischen Gesellschaft für Hämatologie und Transfusionsmedizin
- 2008/09: Johann-Georg-Zimmermann-Medaille
- 2008: Ehrenmitglied der Deutschen Gesellschaft für Hämatologie und Medizinische Onkologie[3]
- 2025: Mitglied der Academia Europaea